# Бурбур (кантон)
Бурбу́р (фр. Bourbourg) — упраздненный кантон во Франции, регион Нор — Па-де-Кале, департамент Нор. Входил в состав округа Дюнкерк.
В состав кантона входили коммуны (население по данным Национального института статистики Архивная копия от 14 марта 2014 на Wayback Machine за 2011 г.):
- Бурбур (7 032 чел.)
- Брукерк (1 282 чел.)
- Ваттан (2 568 чел.)
- Вюльверденг (303 чел.)
- Дреншам (252 чел.)
- Каппель-Брук (1 140 чел.)
- Лооберг (1 177 чел.)
- Миллам (788 чел.)
- Ольк (920 чел.)
- Сен-Момелен (433 чел.)
- Сен-Пьерр-Брук (1 017 чел.)
- Спикер (1 641 чел.)

## Экономика
Структура занятости населения:
- сельское хозяйство - 6,8 %
- промышленность - 19,1 %
- строительство - 9,5 %
- торговля, транспорт и сфера услуг - 31,4 %
- государственные и муниципальные службы - 33,1 %

Уровень безработицы (2010) - 12,7 % (Франция в целом - 12,1 %, департамент Нор - 15,5 %). 

Среднегодовой доход на 1 человека, евро (2010) -  21 308 (Франция в целом - 23 780, департамент Нор - 21 164).

## Политика
Жители кантона в целом придерживаются правых взглядов. На президентских выборах 2012 г. они отдали в 1-м туре Марин Ле Пен 28,9 % голосов против 27,1 % у Франсуа Олланда и 22,7 % у Николя Саркози, во 2-м туре в кантоне победил Олланд, получивший 51,0 % голосов (2007 г. 1 тур: Саркози - 26,8 %, Сеголен Руаяль - 23,6 %; 2 тур: Саркози - 51,3 %). На выборах в Национальное собрание в 2012 г. по 14-му избирательному округу департамента Нор жители кантона поддержали действующего депутата, своего представителя в Генеральном совете департамента, кандидата Союза за народное движение Жана-Пьера Декуля , получившего 51,7 % голосов в 1-м туре и 64,1 % - во 2-м туре. (2007 г. Жан-Пьер Декуль (СНД): 1-й тур - 57,7 %). На региональных выборах 2010 года в 1-м туре список социалистов победил, собрав 32,2 % голосов. Второе место занял Национальный фронт с 22,9% голосов, а список «правых» во главе с СНД был только третьим - 19,8 %. Во 2-м туре единый «левый список» с участием социалистов, коммунистов и «зелёных» во главе с Президентом регионального совета Нор-Па-де-Кале Даниэлем Першероном получил 47,5 % голосов, Национальный фронт Марин Ле Пен занял второе место с 26,8 %, а  «правый» список во главе с сенатором Валери Летар с 25,8 % финишировал третьим.
|  | Кандидат        | Партия                    | % голосов |
|  | --------------- | ------------------------- | --------- |
|  | Жан-Пьер Декуль | Союз за народное движение | 69,16     |
|  | Эрик Ген        | Социалистическая партия   | 21,11     |
|  | Роже Лессьё     | Национальный фронт        | 6,80      |
|  | Жан Дераш       | Коммунистическая партия   | 2,92      |